# Maia Weintraub
Maia Mei Weintraub (Filadelfia, 24 ottobre 2002) è una schermitrice statunitense, specialista del fioretto.

## Carriera
Nel 2024 ha vinto la medaglia d'oro alle Olimpiadi di Parigi nel fioretto a squadre, assieme alle connazionali Jacqueline Dubrovich, Lee Kiefer e Lauren Scruggs, sconfiggendo in finale l'Italia per 45-39.

## Palmarès
- Giochi olimpici

Parigi 2024: oro nel fioretto a squadre.
- Mondiali

Il Cairo 2022: argento nel fioretto a squadre.
- Campionati panamericani di scherma:

Lima 2024: oro nel fioretto a squadre.
Lima 2023: argento nel fioretto individuale e nel fioretto a squadre.
Asunción 2022: argento nel fioretto a squadre.
- Mondiali giovanili

Il Cairo 2021: argento nel fioretto a squadre.